# Spitfire (EP)
Spitfire es el EP debut del productor estadounidense música electrónica Porter Robinson, lanzado el 13 de septiembre de 2011 a través de Owsla. Después de lanzar su sencillo de 2010 «Say My Name», Robinson expresó su deseo de explorar diferentes géneros musicales produciendo un EP, que se aleja de su estilo tradicional eurodance. Spitfire, que abarca una variedad de géneros, marcó el lanzamiento inaugural en Owsla y provocó el colapso de Beatport luego de su promoción por parte de los músicos Skrillex y Tiësto. El EP llegó a las listas de álbumes de baile del Reino Unido, álbumes de baile/electrónicos y álbumes de Heatseekers, y Robinson posteriormente se embarcó en una gira para promocionarlo. Las canciones «The State» y «Unison» recibieron especial atención por sus temas libertarios y su uso en sesiones de DJ, respectivamente.

## Antecedentes y composición
En 2010, Porter Robinson lanzó su primer éxito, «Say My Name» que encabezó las listas de electro house de Beatport. Robinson expresó su deseo de producir un extended play (EP), ya que brindaba la oportunidad de experimentar con diferentes estilos musicales que no necesariamente podían atraer a sus fanes. Si bien su primera música tuvo influencias de «el Eurodance más cursi», más tarde descubrió bandas con mucho bajo como Wolfgang Gartner, Skrillex y Deadmau5, quienes se convirtieron en sus nuevas inspiraciones. Robinson deseaba que Spitfire fuera «algo fresco, algo enérgico y detallado», pero con menos elementos aleatorios parecidos a un glitch en comparación con sus trabajos anteriores.
Kerri Mason escribió para Billboard que el EP «sigue la línea entre la canción pop irresistible y la música electrónica sucia con una astucia superior a su edad», y al mismo tiempo lo describe como «descaradamente grandilocuente». David Marchese de Spin dijo que el álbum añade «explosiones de Moombahton y dubstep a éxitos intrincadamente detallados», como la canción principal y «The State». John Ochoa de DJ Mag descubrió que las canciones del EP abarcaban múltiples géneros: dubstep agresivo (con la canción principal), electro house pesado (con «Unison»), moombahcore (con «100% In the Bitch»), house progresivo (con «Vandalism») y trance (con «The Seconds»).

## Lanzamiento y recepción
Después de captar el interés de Skrillex con «Say My Name», Robinson firmó con el entonces nuevo sello de Skrillex, Owsla, en el verano de 2011; Robinson dijo que le gustaba el enfoque de Owsla hacia sus artistas, siendo más informal. Spitfire fue lanzado el 13 de septiembre como el primer lanzamiento del sello. Después de que Skrillex y Tiësto tuitearan un enlace, Beatport colapsó. El álbum tuvo más ventas en la primera semana en la plataforma que cualquier otro desde Scary Monsters and Nice Sprites (2010), de Skrillex. En menos de dos semanas, los temas del EP habían recibido 27 115 ventas en la plataforma. Alcanzó el puesto 30 en los álbumes de baile del Reino Unido de Official Charts Company,  11 en los álbumes de baile/electrónicos deBillboard,  y 10 en los álbumes Heatseekers de la misma revista.  Más tarde, Robinson realizó una gira por Norteamérica en apoyo de Spitfire. El 3 de julio de 2012 se lanzó un EP de remezclas, Spitfire EP Bonus Remixes, que contiene tres remezclas.
kAkshay Bhansali de MTV lo describió como «una variedad de música excepcional». Después del lanzamiento del EP, sitios web libertarios como The Daily Paul, el blog de Lew Rockwell y Reason expresaron interés hacia «The State», destacando su incorporación de extractos de Hacia una nueva libertad de Murray Rothbard, con la voz de Jeff Riggenbach. Posteriormente, LA Weekly y Reason nombraron a Robinson el «tipo libertario del dubstep». Retrospectivamente, John Ochoa de DJ Mag pensó que el EP era audaz, «dando una idea temprana del enfoque intrépido del productor en ciernes hacia el experimentalismo sonoro». En 2017, Tatiana Cirisano de Billboard eligió «100% In the Bitch» y «Unison» como el noveno y séptimo mejores temas de la discografía de Robinson en ese momento, respectivamente. Respecto a «Unison», Cirisano dijo que la pista era «casi universalmente reconocida entre el público de los clubes de baile», «una fuerza en el género» y una «canción destacada». El remix de Knife Party de la canción, que se incluye en el EP, también se hizo popular, y Bhansali lo describió como «entre los productos básicos de DJ más populares» en 2012.

## Listado de pistas
| Lista de canciones de Spitfire |                                      |          |  |
| N.º                            | Título                               | Duración |  |
| 1.                             | «Spitfire»                           | 6:45     |  |
| 2.                             | «Unison»                             | 5:50     |  |
| 3.                             | «100% In the Bitch»                  | 4:11     |  |
| 4.                             | «Vandalism» (feat. Amba Shepherd)    | 7:20     |  |
| 5.                             | «The State»                          | 5:57     |  |
| 6.                             | «The Seconds» (feat. Jano)           | 5:43     |  |
| 7.                             | «Unison» (Knife Party Remix)         | 4:58     |  |
| 8.                             | «Unison» (Mikkas Remix)              | 6:02     |  |
| 9.                             | «100% In the Bitch» (Downlink Remix) | 5:33     |  |
| 10.                            | «The State» (SKisM Remix)            | 5:24     |  |
| 11.                            | «Spitfire» (Kill The Noise Remix)    | 4:11     |  |
| 1:01:54                        |                                      |          |  |

| Spitfire EP Bonus Remixes |                                  |          |  |
| N.º                       | Título                           | Duración |  |
| 1.                        | «Vandalism» (Lazy Rich Remix)    | 6:15     |  |
| 2.                        | «Vandalism» (Dirtyloud Remix)    | 4:31     |  |
| 3.                        | «Spitfire» (Bjorn Akesson Remix) | 8:54     |  |
| 19:40                     |                                  |          |  |

Créditos de samples
- «100% In the Bitch» contiene extractos de «Namasensei's Japanese Lessons», del usuario de YouTube bumnumba1.[11]
- «The State» contiene extractos de Hacia una nueva libertad de Murray Rothbard, narrado por Jeff Riggenbach.[9]

## Rendimiento en las listas
| Listas (2011)                            | Posición más alta |
| ---------------------------------------- | ----------------- |
| Reino Unido (UK Dance Albums)            | 30                |
| Estados Unidos (Dance/Electronic Albums) | 11                |
| Estados Unidos (Top Heatseekers Albums)  | 10                |